# Петар Ђурковић
 Перо Ђурковић (понекад именован и као Петар Ђурковић; Доња Трнова, 1908 — Београд, 1981) био је српски астроном, познат по томе што је открио два астероида. Један од њих је добио име по српском научнику Милутину Миланковићу, други по Звездари, београдској општини која је добила назив по звјездарници (опсерваторији).

## Биографија
Перо Ђурковић је рођен 1908. године у селу Доња Трнова, у садашњој општини Угљевик, недалеко од Бијељине. Отац Петра Ђурковића био је Максим Ђурковић, истакнути народни трибун свог краја: члан Кочићеве странке, посланик у босанском сабору, члан Привременог народног представништва Краљевства СХС и посланик у Народној скупштини Краљевине СХС.
Гимназију је завршио у првој генерацији матураната бијељинске гимназије. 1932. године дипломирао је математику на Филозофском факултету Универзитета у Београду.
Године 1935, Перо Ђурковић и Фран Доминко (1903 — 1987) организују службу времена и дужине, а исте године Ђурковић одређује приближно и географску дужину Астрономске опсерваторије у Београду.
У току Другог свјетског рата борави у њемачком заробљеништву..
1945. године покренуо је и уређивао часопис „Астрономска и метеоролошка саопштења“. Часопис је излазио до 1950. године, укупно седам бројева.
Ђурковић је једно вријеме уређивао и „Публикације Астрономске Опсерваторије у Београду“ које излазе од 1947. године.
1957. године оснива Групу за двојне звезде. У оквиру ове групе откривено је више од 200 двојних и многоструких звијезда.
Од 1964. до 1970. године био је уредник „Bulletin de l’Observatoire astronomique de Belgrad“, научног периодичног часописа.
У периоду од јула 1965. до 1970. године био је директор Опсерваторије у Београду.
Најзаслужнији је, уз Радована Данића, што је Астрономско друштво „Руђер Бошковић“ добило дозволу за отварање Опсерваторије у Деспотовој кули на Калемегдану у Београду. Народна опсерваторија је отворена 20. децембра 1964. године.
Двије године након тога, до 1972. године, био је и предсједник Астрономског друштва „Руђер Бошковић“.
Уредник часописа за астрономију и астронаутику „Васиона“, које је издавало Астрономско друштво и Астронаутички савез Југославије, био је у периоду од 1973. до 1974. године.
Астероид 1555 Дејан, који је открио белгијски астроном Фернан Риго (Fernand Rigaux) добио је име по Ђурковићевом сину, иначе сценаристи и режисеру Дејану Ђурковићу.

## Откривени астероиди
| 1605 Миланковић | 13. април 1936.  |
| 1700 Звездара   | 27. август 1940. |